# Prionotolytta zimbabweana
Prionotolytta zimbabweana es una especie de coleóptero de la familia Meloidae.

## Distribución geográfica
Habita en Zimbabue.